# Psychotria oliveri
Psychotria oliveri är en måreväxtart som beskrevs av David H. Lorence och Warren Lambert Wagner. Psychotria oliveri ingår i släktet Psychotria och familjen måreväxter. Inga underarter finns listade i Catalogue of Life.